# Коріна Мораріу
Коріна Мораріу (англ. Corina Morariu) — американська тенісистка румунського походження, спеціалістка з парної гри, чемпіонка Вімблдону в парному розряді та Австралії в міксті, колишній лідер парного рейтингу WTA.
Румунською мовою прізвище тенісистки звучить як Морарю. Народилася вона в Сполучених Штатах і мала успішну юніорську кар'єру, вигравши 1994 року разом із Людмилою Вармужовою парні змагання дівчат на Відкритих чемпіонатах Австралії, Франції та США. 
У 1999 році Морарію в парі з Лінзі Девенпорт виграла Відкритий чемпіонат Австралії вже серед дорослих. 2000 року вона очолила парний рейтинг WTA й утримувала першу позицію впродовж 7 тижнів. 2001 року вона виграла Вімблдон у міксті разом з Еллісом Феррейрою. 
2001 року в Мораріу діагностували лейкемію, і їх довелося пройти курс хіміотерапії. Дженніфер Капріаті посвятила їй свою перемогу на Ролан-Гарросі. Після курсу лікування й операції на плечі Мораріу грала здебільшого лише в парних змаганнях. Вона завершила виступи 2007 року й надалі працювала коментатором для американської спортивної телемережі TennisChannel. Вона написала книгу про свою боротьбу з хворобою.

## Статистика

### Фінали турнірів Великого шолома

#### Парний розряд
| Результат | Рік  | Турнір          | Поверхня | Партнерка        | Супротивниці                     | Рахунок       |
| --------- | ---- | --------------- | -------- | ---------------- | -------------------------------- | ------------- |
| Перемога  | 1999 | Wimbledon       | Трава    | Ліндсі Девенпорт | Маріан де Свардт Олена Татаркова | 6–4, 6–4      |
| Поразка   | 2001 | Australian Open | Хард     | Ліндсі Девенпорт | Серена Вільямс Вінус Вільямс     | 2–6, 6–2, 4–6 |
| Поразка   | 2005 | Australian Open | Хард     | Ліндсі Девенпорт | Світлана Кузнецова Алісія Молік  | 3–6, 4–6      |

#### Мікст: 1 титул
| Результат | Рік  | Турнір          | Поверхня | Партнер        | Супротивники            | Рахунок  |
| --------- | ---- | --------------- | -------- | -------------- | ----------------------- | -------- |
| Перемога  | 2001 | Australian Open | Хард     | Елліс Феррейра | Барбара Шетт Джошуа Ігл | 6–1, 6–3 |

## Фінали турнірів WTA

### Одиночий розряд 4 (1 титул)
| Результат | №  | Дата           | Турнір | Поверхня | Супротивниці     | Рахунок                 |
| --------- | -- | -------------- | ------ | -------- | ---------------- | ----------------------- |
| Поразка   | 1. | 4 травня 1997  | Бол    | Ґрунт    | Мір'яна Лучич    | 5–7, 7–6(9–7), 6–7(5–7) |
| Поразка   | 2. | 19 квітня 1998 | Токіо  | Хард     | Суґіяма Ай       | 3–6, 3–6                |
| Поразка   | 3. | 3 травня 1998  | Бол    | Ґрунт    | Мір'яна Лучич    | 2–6, 4–6                |
| Перемога  | 1. | 2 травня 1999  | Бол    | Ґрунт    | Жулі Алар-Декюжі | 6–2, 6–0                |

### Пари: 20 (7 титулів)
| Результат | №   | Дата               | Турнір          | Поверхня   | Партнерка          | Супротивниці                           | Рахунок            |
| --------- | --- | ------------------ | --------------- | ---------- | ------------------ | -------------------------------------- | ------------------ |
| Поразка   | 1.  | April 20, 1997     | Токіо           | Hard       | Керрі-Енн Г'юз     | Алексія Дешом-Баллере Хіракі Ріка      | 4–6, 2–6           |
| Перемога  | 1.  | November 22, 1997  | Pattaya City    | Hard       | Крістін Канс       | Флоренсія Лабат Домінік Монамі         | 6–3, 6–4           |
| Перемога  | 2.  | January 8, 1999    | Gold Coast      | Hard       | Лариса Нейланд     | Крістін Канс Іріна Спирля              | 6–3, 6–4           |
| Перемога  | 3.  | April 17, 1999     | Токіо           | Hard       | Кімберлі По        | Керрі-Енн Г'юз Кетрін Барклі           | 6–3, 6–2           |
| Перемога  | 4.  | June 12, 1999      | Birmingham      | Grass      | Лариса Нейланд     | Інес Горрочатегі Александра Фусаї      | 6–4, 6–4           |
| Перемога  | 5.  | July 3, 1999       | Вімблдон        | Grass      | Ліндсі Девенпорт   | Маріан де Свардт Олена Татаркова       | 6–4, 6–4           |
| Перемога  | 6.  | July 31, 1999      | Stanford        | Hard       | Ліндсі Девенпорт   | Анна Курникова Олена Лиховцева         | 6–4, 6–4           |
| Перемога  | 7.  | August 7, 1999     | San Diego       | Hard       | Ліндсі Девенпорт   | Вінус Вільямс Серена Вільямс           | 6–4, 6–1           |
| Перемога  | 8.  | February 26, 2000  | Оклагома-Сіті   | Hard (i)   | Кімберлі По        | Тамарін Танасугарн Олена Татаркова     | 6–4, 4–6, 6–2      |
| Перемога  | 9.  | March 17, 2000     | Indian Wells    | Hard       | Ліндсі Девенпорт   | Анна Курникова Наташа Звєрєва          | 6–2, 6–3           |
| Перемога  | 10. | May 6, 2000        | Bol             | Clay       | Жулі Алар-Декюжі   | Катарина Среботнік Тіна Крижан         | 6–2, 6–2           |
| Поразка   | 2.  | May 14, 2000       | Berlin          | Clay       | Аманда Кетцер      | Аранча Санчес Вікаріо Кончіта Мартінес | 6–3, 2–6, 6–7(7–9) |
| Перемога  | 11. | October 14, 2000   | Токіо           | Hard       | Жулі Алар-Декюжі   | Тіна Крижан Катарина Среботнік         | 6–1, 6–2           |
| Поразка   | 3.  | January 27, 2001   | Australian Open | Hard       | Ліндсі Девенпорт   | Серена Вільямс Вінус Вільямс           | 2–6, 6–2, 4–6      |
| Поразка   | 4.  | November 7, 2004   | Phildaelphia    | Hard (i)   | Лізель Губер       | Ліза Реймонд Алісія Молік              | 5–7, 4–6           |
| Поразка   | 5.  | January 29, 2005   | Australian Open | Hard       | Ліндсі Девенпорт   | Світлана Кузнецова Алісія Молік        | 3–6, 4–6           |
| Поразка   | 6.  | February 6, 2005   | Токіо           | Carpet (i) | Ліндсі Девенпорт   | Жанетт Гусарова Олена Лиховцева        | 4–6, 3–6           |
| Перемога  | 12. | January 12, 2006   | Sydney          | Hard       | Ренне Стаббс       | Паола Суарес Вірхінія Руано Паскуаль   | 6–3, 5–7, 6–2      |
| Перемога  | 13. | September 16, 2006 | Bali            | Hard       | Ліндсі Девенпорт   | Наталі Грандін Труді Масгрев           | 6–3, 6–4           |
| Поразка   | 7.  | October 29, 2006   | Linz            | Hard (i)   | Катарина Среботнік | Ліза Реймонд Саманта Стосур            | 3–6, 0–6           |

## Зовнішні посилання
- Досьє на сайті WTA [Архівовано 18 липня 2018 у Wayback Machine.]

## Виноски
1. 1 2  Player Profile // WTA website

| Тенісист | Це незавершена стаття про тенісиста чи тенісистку. Ви можете допомогти проєкту, виправивши або дописавши її. |